# 정복수 (1957년)
정복수(Boc Su Jung, 1957년~ )는 대한민국의 화가이다.

## 생애
1957년 경상남도 의령에서 태어나 1985년 홍익대학교 회화과를 졸업했다. 1979년 청년작가회관에서 첫 개인전 <바닥畵-밟아주세요>를 시작으로 지금까지 24회 여회 개인전과 <한국미술 -인간 동물 기계전>(국립현대미술관 1997), 1980년대 리얼리즘과 그 시대 (가나아트센터, 2001) 다시보는 1970-80년대 한국미술(서울특별시립미술관, 2012) 등의 단체전에 참여했다. 현재 경기도 안성시 보개면 작업실에서 작업한다. 작가는 2016년 부산 비엔날레 행사에서 다시 자신의 첫 개인전 <바닥畵-밟아주세요>를 개최했다.

## 작품세계
많은 전시를 통해 고유한 작품 세계를 선보였던 정복수의 작품은 많은 평론가들로 하여금 욕망, 비극적으로 반복화 된 삶을 사는 인간의 육체 등으로 해석되어 왔다. 또한 월간미술에 실린 평론가 고충환의 글에 따르면 정복수의 작품은 욕망의 탈주선을 따라 그린 욕망지도, 몸 지도이다. 이미지 비평가이자 여성학자인 김영옥은 그의 작품을 화가의 자궁이라는 제목의 글로 전개해 나갔다.
작가가 처음부터 사람의 몸에 매달렸던 것은 아니다. 기타 다른 작가들처럼 인상파 스타일을 바탕으로 풍경이나 인체를 다루었다. 그러나 거친 선과 색은 인간을 탐구하는 기본 바탕이 되었고, 이는 2017년 <정복수의 부산시절>전시를 통해 관객들에게 다시 선보여졌다.
정복수의 작품은 국립현대미술관을 비롯, 서울특별시립미술관, 부산시립미술관 등에 소장되어 있다.

## 개인전 주요 전시
- 1979 바닥畵-밟아주세요, 청년작가회관, 서울,
- 1986 정복수전, 한강미술관[12][13], 서울
- 1988 정복수전, 그림마당민,[14] 서울
- 1990 정복수전, 공간미술관, 서울
- 1998 정복수전, 사비나미술관[15], 서울
- 2010 정복수전, 통인옥션갤러리[16], 서울

## 단체전 주요 전시
- 1976 2인전 현대화랑 부산
- 1984 83년도 문제작가전 서울미술관 / 거대한 뿌리전 한강미술관, 서울
- 1988 민중미술 - 한국의 새로운 미술운동 (아티스트 스페이스, 뉴욕)
- 1994 민중미술 15년전[17][18] 국립현대미술관
- 1997 한국미술 1997-인간. 동물. 기계 국립현대미술관, FOAC 파리
- 1998 타이페이 비엔날레 타이페이시립미술관, 타이베이
- 1998 부산국제아트페스티벌, 부산시립미술관
- 1998 새로운 천년 앞에서 광주시립미술관
- 2001 1980년대 리얼리즘과 그 시대, 가나아트센터, 서울
- 2002 한.중 회화 2002 새로운 표정 예술의 전당 한가람 미술관
- 2003 싸이코 드라마 성곡미술관[19], 서울
- 2012 다시보는 1970-80년대 한국미술 서울시립미술관

## 수상
- 제 13회 송혜수 미술상[20][21] 수상[22]
- 제 31회 이중섭 미술상 수상"http://news.chosun.com/site/data/html_dir/2019/03/13/2019031300167.html"

## 같이 보기
- 자연주의 (문학)
- 자연주의 (미술)
- 자연주의 (연극)